# Al-Dżamrakijja
Al-Dżamrakijja (arab. الجمركية) – wieś w Syrii, w muhafazie Aleppo, w dystrykcie Afrin. W 2004 roku liczyła 858 mieszkańców.